# Seznam chráněných území v okrese Třebíč
Toto je seznam chráněných území v okrese Třebíč aktuální k roku 2024, ve kterém jsou uvedena chráněná území v oblasti okresu Třebíč.
| Kód  | Obrázek                                                    | Typ | Název                       | Rozloha (ha) | Galerie Commons                                                               | Popis území | Souřadnice                       |
| ---- | ---------------------------------------------------------- | --- | --------------------------- | ------------ | ----------------------------------------------------------------------------- | --- | -------------------------------- |
| 2201 | Popis obrazku                                              | PR  | Blatná hráz                 | 4,46         | Kategorie „Blatná hráz“ na Wikimedia Commons                                  | Údolní niva kolem přirozeně meandrujícího Šebkovického potoka | 49°7′40″ s. š., 15°44′7″ v. d.   |
| 1413 | Bukový les a bylinné patro                                 | PP  | Černá blata                 | 5,76         | Kategorie „Černá blata“ na Wikimedia Commons                                  | Přirozený bukový porost | 48°58′13″ s. š., 15°44′15″ v. d. |
| 6198 | Pohled z vyhlídky nad skalou Jinošovnice                   | NPR | Divoká Oslava               | 340,48       | Kategorie „Divoká Oslava“ na Wikimedia Commons                                | Přirozené lesní ekosystémy a kaňon řeky Oslavy | 49°9′37″ s. š., 16°10′6″ v. d.   |
| 6269 |                                                            | PR  | Doubravka                   | 82,6954      | Kategorie „Doubravka (nature reserve)“ na Wikimedia Commons                   | Teplomilná lesní společenstva na příkrých svazích údolí řeky Jihlavy | 49°6′49″ s. š., 16°8′15″ v. d.   |
| 6281 |                                                            | PR  | Dřínová hora                | 15,65        |                                                                               | Teplomilná lesní společenstva a primární bezlesí nad vodní nádrží Dalešice | 49°8′28″ s. š., 16°6′49″ v. d.   |
| 869  | Dukovanský mlýn                                            | PR  | Dukovanský mlýn             | 17,70        | Kategorie „Dukovanský mlýn (nature reserve)“ na Wikimedia Commons             | Hadcové skalky s charakteristickými společenstvy | 49°4′52″ s. š., 16°11′33″ v. d.  |
| 1304 | Habry obecné a buky lesní v přírodní rezervaci Habrová seč | PR  | Habrová seč                 | 13,15        | Kategorie „Habrová seč“ na Wikimedia Commons                                  | Přestárlý smíšený porost buku a habru s bohatým bylinným patrem | 49°1′5″ s. š., 15°46′28″ v. d.   |
| 102  | Habří, celkový pohled na prostory PP                       | PP  | Habří                       | 0,40         | Kategorie „Habří (Horní Smrčné)“ na Wikimedia Commons                         | Velmi zachovalý, nejvýše položený habrový les | 49°19′51″ s. š., 15°45′4″ v. d.  |
| 870  | Vstupní část přírodní památky Hájky                        | PP  | Hájky                       | 12,74        | Kategorie „Hájky (natural monument)“ na Wikimedia Commons                     | Souvislý lipový háj s bohatým podrostem | 49°6′46″ s. š., 15°48′36″ v. d.  |
| 6031 | Stromy v přírodní rezervaci Havran                         | PR  | Havran                      | 8,6          | Kategorie „Havran (nature reserve)“ na Wikimedia Commons                      | Komplex prudkých svahů nad řekou Jihlavou s biotopy skalní vegetace | 49°6′31″ s. š., 16°14′11″ v. d.  |
| 871  |                                                            | PP  | Hluboček                    | 1,27         | Kategorie „Hluboček“ na Wikimedia Commons                                     | Lokalita ladoňky dvoulisté | 49°12′45″ s. š., 15°57′1″ v. d.  |
| 1820 | porosty v přírodní rezervaci Hošťanka                      | PR  | Hošťanka                    | 54,10        | Kategorie „Hošťanka“ na Wikimedia Commons                                     | Smíšený porost s převahou autochtonní jedle, naleziště bramboříku evropského | 49°9′56″ s. š., 15°52′19″ v. d.  |
| 1420 | Přírodní památka Jalovec                                   | PP  | Jalovec                     | 5,08         | Kategorie „Jalovec (Číchov)“ na Wikimedia Commons                             | Podhorská pastvina s jalovcem a výskytem několika druhů hořečku | 49°16′48″ s. š., 15°45′43″ v. d. |
| 1418 | Dolní část přírodní rezervace                              | PR  | Jedlový les a údolí Rokytné | 47,6151      | Kategorie „Jedlový les a údolí Rokytné (Nature reserve)“ na Wikimedia Commons | Lesy se společenstvy hercynských dubohabřin, suťových lesů, lesních okrajů, světlin a lesních lemů s výskytem významných druhů rostlin a živočichů; typy přírodních stanovišť (dubohabřiny asociace Galio-Carpinetum a extenzivní sečené louky nížin až podhůří) a druhy, pro které byla jiným právním předpisem vyhlášena evropsky významná lokalita Jedlový les a údolí Rokytné a které se nacházejí na území přírodní rezervace                                                    | 49°3′40″ s. š., 15°57′46″ v. d.  |
| 958  | Přírodní památka Kamenný Vrch                              | PP  | Kamenný vrch                | 3,20         | Kategorie „Kamenný vrch (Třebíč District)“ na Wikimedia Commons               | Bohatá lokalita hořečku českého | 49°13′48″ s. š., 15°43′50″ v. d. |
| 872  |                                                            | PP  | Klučovský kopec             | 0,72         | Kategorie „Klučovský kopec“ na Wikimedia Commons                              | Bohatá lokalita koniklece lučního | 49°9′55″ s. š., 15°55′36″ v. d.  |
| 6189 |                                                            | PR  | Knížecí seč                 |              |                                                                               | V PR se nachází společenstva teplomilných doubrav sv. Quercion petraeae, bazifilní teplomilné doubravy blízké sv. Quercion pubescenti-petraeae a stepní trávníky blízké Festucion valesiaceae s prvky Koelerio-Phleion pleoidis, na území se nachází např. bělolist nejmenší, dub pýřitý, hvězdice chlumní, chruplavník větší, růže galská a řebříček panonský, vstavač nachový, zvonek boloňský, krasec, okáč medyňkový, přástevník kostivalový, ještěrka zelená a dudek chocholatý. | 49°2′28″ s. š., 16°6′13″ v. d.   |
| 873  | Přírodní památka Kobylinec                                 | PP  | Kobylinec                   | 0,44         | Kategorie „Kobylinec“ na Wikimedia Commons                                    | Bohatá lokalita koniklece velkokvětého | 49°14′59″ s. š., 15°56′13″ v. d. |
| 1419 | Kozének                                                    | PP  | Kozének                     | 10,18        | Kategorie „Kozének“ na Wikimedia Commons                                      | Pastviny s přirozenými rostlinnými společenstvy | 49°6′35″ s. š., 16°13′11″ v. d.  |
| 6092 | Maršovec a Čepička                                         | PP  | Maršovec a Čepička          | 12,4018      | Kategorie „Maršovec a Čepička“ na Wikimedia Commons                           | Biotop dvou rybníků a na něj navazující mokřadní biotopy a podmáčené olšiny s výskytem významných druhů rostlin a živočichů, populace kuňky ohnivé, blatnice skvrnité, skokana ostronosého, čolka velkého | 49°14′2″ s. š., 16°3′44″ v. d.   |
| 249  | Mohelenská hadcová step                                    | NPR | Mohelenská hadcová step     | 59,23        | Kategorie „Mohelenská hadcová step“ na Wikimedia Commons                      | Skalnatý amfiteátr s významnou květenou a zvířenou vázanou na hadcový podklad | 49°6′27″ s. š., 16°10′42″ v. d.  |
| 1817 | Horní pohled na Mohelničku                                 | PR  | Mohelnička                  | 21,16        | Kategorie „Mohelnička (nature reserve)“ na Wikimedia Commons                  | Kaňonovité údolí s inverzními podmínkami, významná flóra (brambořík nachový) | 49°6′35″ s. š., 16°13′11″ v. d.  |
| 957  | Na Kopaninách                                              | PP  | Na Kopaninách               | 1,27         | Kategorie „Na Kopaninách“ na Wikimedia Commons                                | Lokalita hořečku českého | 49°16′48″ s. š., 15°43′26″ v. d. |
| 1414 | Svah, na kterém se nachází PP                              | PP  | Na skaličce                 | 1,39         | Kategorie „Na skaličce“ na Wikimedia Commons                                  | Lokalita hořečku nahořklého | 49°16′48″ s. š., 15°45′43″ v. d. |
| 875  | Náměšťská obora                                            | PP  | Náměšťská obora             | 285,5165     | Kategorie „Náměšťská obora“ na Wikimedia Commons                              | Obora při náměšťském zámku s pestrou mozaikou lesů přirozené skladby | 49°12′27″ s. š., 16°11′14″ v. d. |
| 1415 | Opatovské zákopy                                           | PR  | Opatovské zákopy            | 15,42        | Kategorie „Opatovské zákopy“ na Wikimedia Commons                             | Rašelinné louky a prameniště s významnou květenou | 49°13′26″ s. š., 15°39′37″ v. d. |
| 956  | Pazderna                                                   | PP  | Pazderna                    | 2,02         | Kategorie „Pazderna (natural monument, Třebíč District)“ na Wikimedia Commons | Mokrá louka s bohatým výskytem prstnatce májového | 49°16′34″ s. š., 15°54′59″ v. d. |
| 5972 | PP                                                         | PP  | Ptáčovské rybníky           | 29,52        | Kategorie „Ptáčovské rybníky“ na Wikimedia Commons                            | Rybníky s bohatými litorálními společenstvy a navazujícími mokřadními biotopy, které představují významné hnízdiště, zimoviště a tahovou zastávku pro ptáky. Suchomilné trávníky a křoviny na výslunných remízcích. Vzácné a ohrožené druhy rostlin a živočichů smil písečný, třešeň křovitá, kuňka ohnivá, blatnice skvrnitá, čolek velký, chřástal vodní, husa velká, rákosník velký                                                                                                | 49°13′52″ s. š., 15°55′ v. d.    |
| 347  | Ptáčovský kopeček                                          | PP  | Ptáčovský kopeček           | 0,19         | Kategorie „Ptáčovský kopeček“ na Wikimedia Commons                            | Bohatá lokalita koniklece velkokvětého | 49°12′57″ s. š., 15°52′48″ v. d. |
|      | Přírodní park Rokytná                                      | PřP | Rokytná                     | 4 894        | Kategorie „Nature park Rokytná“ na Wikimedia Commons                          | | 49°2′42″ s. š., 16°8′11″ v. d.   |
| 6146 | Přírodní rezervace Staré duby                              | PR  | Staré duby                  | 55,2         |                                                                               | Společenstva hercynských dubohabřin | 49°10′25″ s. š., 16°2′32″ v. d.  |
|      |                                                            | PřP | Střední Pojihlaví           | 2 485        | Kategorie „Střední Pojihlaví“ na Wikimedia Commons                            | Hluboké údolí Jihlavy vytváří jedinečné přírodní prostředí, které vytváří životní prostor vzácným druhům rostlin a živočichů. | 49°5′36″ s. š., 16°15′24″ v. d.  |
| 1819 | Dubové stromy v rezervaci                                  | PR  | Suchá hora                  | 16,61        | Kategorie „Suchá hora“ na Wikimedia Commons                                   | Dubová bučina s velmi bohatým podrostem | 48°59′7″ s. š., 15°42′5″ v. d.   |
| 1818 | Celkový pohled na Suché skály                              | PR  | Suché skály                 | 4,50         |                                                                               | Skalnaté rulové svahy s reliktním borem a vzácnou květenou (hvozdík moravský) | 48°58′33″ s. š., 15°38′10″ v. d. |
| 431  | Syenitové skály u Pocoucova                                | PP  | Syenitové skály u Pocoucova | 0,95         | Kategorie „Syenitové skály u Pocoucova“ na Wikimedia Commons                  | Ukázka rozpadu syenitu | 49°14′44″ s. š., 15°53′24″ v. d. |
| 876  | Celkový pohled na PP Špilberk                              | PP  | Špilberk                    | 0,26         | Kategorie „Špilberk (natural monument)“ na Wikimedia Commons                  | Lokalita koniklece velkokvětého | 49°14′ s. š., 16°7′28″ v. d.     |
|      |                                                            | PřP | Třebíčsko                   | 9 800        | Kategorie „Nature park Třebíčsko“ na Wikimedia Commons                        | | 49°15′49″ s. š., 15°53′1″ v. d.  |
| 1416 | PR U hájenky                                               | PR  | U hájenky                   | 5,87         | Kategorie „U hájenky“ na Wikimedia Commons                                    | Vlhká louka s přirozeným bylinným pokryvem | 49°9′6″ s. š., 15°46′25″ v. d.   |
| 6024 | U Jezera                                                   | PR  | U Jezera                    | 26,829       | Kategorie „U Jezera“ na Wikimedia Commons                                     | Komplex prudkých svahů nad řekou Jihlavou s biotopy skalní vegetace | 49°6′15″ s. š., 16°9′15″ v. d.   |
| 1417 | Pohled do přírodní památky s kopřivou dvoudomou            | PP  | U lusthausu                 | 0,94         | Kategorie „U lusthausu“ na Wikimedia Commons                                  | Lokalita bledule jarní | 49°1′5″ s. š., 15°46′28″ v. d.   |
| 2007 | Přírodní rezervace U Trojáku                               | PR  | U Trojáku                   | 23,36        | Kategorie „U Trojáku“ na Wikimedia Commons                                    | Starý bukový porost na stanovišti svěžích jedlových bučin | 49°16′14″ s. š., 15°40′21″ v. d. |
| 624  | Údolí Oslavy a Chvojnice                                   | PR  | Údolí Oslavy a Chvojnice    | 2 310        | Kategorie „Údolí Oslavy a Chvojnice“ na Wikimedia Commons                     | Kaňonovitá údolí dvou toků se skalnatými svahy a teplomilnými porosty | 49°8′12″ s. š., 16°14′ v. d.     |
| 2134 | PR Velká skála                                             | PR  | Velká skála                 | 60,43        | Kategorie „Velká skála (Střední Pojihlaví)“ na Wikimedia Commons              | Zachování a ochrana reliktních borů, teplomilných doubrav a doprovodných xerotermních společenstev | 49°5′51″ s. š., 16°16′52″ v. d.  |
| 6188 |                                                            | PR  | Výrova skála                |              |                                                                               | Společenstva teplomilných doubrav Quercion petreaea, stepní trávníky Festucion valesiaceae a Koelerio-Phleion phleiodis, na místě se nachází bělolist nejmenší, česnek žlutý, kosatec různobarvý, kozlíček kýlnatý, křivatec žlutý, ostřice tlapkatá, stepník rudý, ploskoroh pestrý a tesařík obrovský; výr velký a strakapoud prostřední (Dendrocopos medius). | 49°2′48″ s. š., 16°7′33″ v. d.   |